# Baobab van Perrier
De baobab van Perrier (Adansonia perrieri) is een boom uit de familie Malvaceae.
De soort is endemisch in Madagaskar. De boom groeit vooral in het noorden, waar hij wordt bedreigd.
De boom kan een hoogte bereiken van 20 meter. De bloemen zijn geel tot oranje met kelkbladeren tot de 15 centimeter lang. De boom bloeit 's nachts tussen de maanden november en december. De vruchten zijn eivormig en tot 30 centimeter lang.
... · 
A. digitata (Afrikaanse baobab) · 
A. grandidieri (Baobab van Grandidier) · 
A. gregorii (Australische baobab) · 
A. madagascariensis (Malagassische baobab) · 
A. perrieri (Baobab van Perrier) · 
A. rubrostipa (Fony baobab) · 
A. suarezensis (Suarez baobab) · 
A. za (Za baobab) · 
...